# يو إف سي لايف: سانشيز ضد كامبمان
يو إف سي لايف: سانشيز ضد كامبمان (بالإنجليزية: UFC Live: Sanchez vs. Kampmann) هو حدث لفنون القتال المختلطة نظمته يو إف سي، أُقيم في 3 مارس 2011، على كنتاكي لذيذ! سنتر في كنتاكي، لويفيل، الولايات المتحدة.